# Andrzej Rysuje
Andrzej Rysuje, właśc. Andrzej Milewski (ur. 1985) – polski rysownik, twórca komiksów i satyryk.

## Życiorys
W 2009 ukończył studia dziennikarskie na Uniwersytecie Warszawskim, uzyskując tytuł magistra na podstawie pracy Tygodnik „Polityka” wobec rządów Prawa i Sprawiedliwości w latach 2005–2007, napisanej pod kierunkiem Wiesława Władyki.
Został zatrudniony w telewizji TVN24 jako osoba opracowująca krótkie komunikaty (tzw. „paski”), a następnie w firmie z branży reklamowej.
W 2009 założył blog andrzejrysuje.pl, gdzie publikuje satyryczne rysunki odnoszące się do aktualnych spraw politycznych i społecznych. W listopadzie 2013 nawiązał stałą współpracę z portalem wyborcza.pl, a potem również z portalem tvn24.pl. Jego komiksy były prezentowane w programie Szkło kontaktowe.
Jako grafik i rysownik współpracował m.in. z Orange, PZU, HBO, Rossmannem, Nowymi Horyzontami, Amnesty International, WWF, Greenpeace'em, PAH i Fundacją Batorego. W listopadzie 2014 pokazał swoje prace na wystawie w krakowskim Klubie Wódka. Stworzył ilustracje do książek Jak zostać zwierzem telewizyjnym? Doroty Wellman (wyd. Znak, 2015) oraz Nowa Polska. Przewodnik dla Polaków (wyd. Agora, 2016, wspólnie z ASZdziennikiem).
Jako swojego mistrza Milewski wymienił Marka Raczkowskiego. Inspirację czerpie często z podawanych na bieżąco w mediach informacji.
Żonaty, ma córkę (ur. 2019).
Tworzy również rysunki anglojęzyczne pod pseudonimem Polish Doguin.